# Constantinus
Constantinus, född i Syrien, död 9 april 715, var påve från den 25 mars 708 till sin död drygt sju år senare den 9 april 715.

## Biografi
Constantinus var assyrier och son till en man vid namn Johannes. Han konsekrerades till påve den 25 mars 708. Under första hälften av hans pontifikat genomled Rom en svår svält. Han tog emot två pilgrimer från England, kungarna Coenred av Mercia och Offa av de östra saxarna, vilka båda mottog tonsuren av påven.
Constantinus upphöjdes till kardinaldiakon före år 708. Från oktober 710 till oktober 711 var Constantinus i Konstantinopel, inbjuden av kejsare Justinianus II av bysantinska riket. Kejsaren önskade lösa tvisten mellan den västliga och den östliga kyrkan som uppstått vid ett kyrkomöte 692 vid vilket endast grekiska biskopar närvarat, då celibatet upphävts och patriarken av Konstantinopel förklarats självständig från påven i Rom. Förhandlingarna med Justinianus leddes av Gregorius, som senare skulle bli påve Gregorius II, och ett mått av överenskommelse kunde ingås. Strax efter att Constantinus återkommit till Rom, mördades dock Justinianus, i november 711.
Den nye kejsaren, Philippicus Bardanes, var en anhängare till monoteletismen, avfärdade besluten från sjätte ekumeniska konciliet, och krävde av påve Constantinus att han skulle stödja åsikten att Kristus endast har en vilja. Detta vägrade Constantinus att gå med på. Istället strök han kejsarens namn från alla offentliga handlingar, och vägrade låta prägla mynt med hans namn. Därmed fick han exarken i Ravenna emot sig, som var bysantinska rikets representant i Italien och som försökte driva igenom kejsarens önskan med den vapenmakt han hade till sitt förfogande såsom exark. Det uppstod strider, men Constantinus lyckades lugna ner situationen.
Philippicus störtades i juni 713, och hans efterträdare Anastasios II lät exarken Scholasticus överlämna en bekräftelse till påven, att han ämnade följa besluten från det sjätte ekumeniska konciliet, då monoteletismen fördömts. Patriarken av Konstantinopel, Johannes, sände också påven ett brev där han förklarade att han erkände påvens apostoliska överhöghet över hela kristenheten.